# Parastenocaris phyllura
Parastenocaris phyllura är en kräftdjursart som beskrevs av Andreas Kiefer 1938. Parastenocaris phyllura ingår i släktet Parastenocaris och familjen Parastenocarididae. Arten är reproducerande i Sverige. Inga underarter finns listade i Catalogue of Life.